# Coptomystax atriceps
Coptomystax atriceps là một loài tò vò trong họ Ichneumonidae.